# Вільгельм Шредер
Вільгельм Шредер (нім. Wilhelm Schröder; 7 липня 1896, Зоммерзелль — 17 липня 1979, Віттен) — німецький офіцер, оберст вермахту. Кавалер Лицарського хреста Залізного хреста з дубовим листям.

## Біографія
Учасник Першої світової війни. 1 липня 1920 року демобілізований, вступив в поліцію. 1 квітня 1936 року перейшов у вермахт. З початку 1939 року — командир 1-ї роти 31-го кулеметного батальйону. Під час Французької кампанії командував всім батальйоном. З 2 квітня 1942 по 2 вересня 1943 року — начальник навчальної авіашколи в Грайфсвальді. З 2 листопада 1943 року — командир 580-го піхотного полку 306-го піхотного полку. Учасник Німецько-радянської війни, відзначився у боях на Дніпрі в січні 1944 року. З 2 квітня 1944 року — начальник унтерофіцерського училища в Ортельсбурзі, з 2 серпня 1944 року — в Штрігау. 21 січня 1945 року сформував з особового складу училища бойову групу, з якою бився в районі Бреслау.

## Звання
- Вахмістр охоронної поліції (1 липня 1920)
- Лейтенант поліції (1920)
- Оберлейтенант поліції (4 квітня 1928)
- Гауптман поліції (1935)
- Гауптман (1 квітня 1936)
- Майор (1 квітня 1940)
- Оберстлейтенант (1 квітня 1942)
- Оберст (1 вересня 1944)

## Нагороди
- Залізний хрест
  - 2-го класу (16 серпня 1917)
  - 1-го класу (17 червня 1924)
- Хрест «За військові заслуги» (Ліппе) (1 листопада 1917)
- Сілезький Орел 2-го і 1-го ступеня (28 жовтня 1919) — отримав 2 нагороди одночасно.
- Почесний хрест ветерана війни з мечами (30 січня 1935)
- Медаль «За вислугу років у Вермахті» 4-го, 3-го і 2-го класу (18 років; 2 жовтня 1936) — отримав 3 нагороди одночасно.
- Застібка до Залізного хреста
  - 2-го класу (10 жовтня 1939)
  - 1-го класу (20 листопада 1943)
- Хрест Воєнних заслуг
  - 2-го класу з мечами (30 січня 1943)
  - 1-го класу з мечами (1 вересня 1943)
- Лицарський хрест Залізного хреста з дубовим листям
  - лицарський хрест (26 березня 1944)
  - дубове листя (№779; 13 березня 1945)